# Aljudovo
Aljudovo (en serbe cyrillique : Аљудово) est un village de Serbie situé dans la municipalité de Malo Crniće, district de Braničevo. Au recensement de 2011, il comptait 119 habitants.

## Démographie
| 1948 | 1953 | 1961 | 1971 | 1981 | 1991 | 2002 | 2011 |
| ---- | ---- | ---- | ---- | ---- | ---- | ---- | ---- |
| 295  | 291  | 291  | 297  | 271  | 257  | 159  | 119  |

|  |